# Air Sunshine
Air Sunshine — регіональна авіакомпанія Сполучених Штатів Америки зі штаб-квартирою у місті Форт-Лодердейл (Флорида), США. Компанія виконує регулярні і чартерні перевезення в аеропортах Флориди, Багамських островів, Куби, Ямайки, Пуерто-Рико, Британських Віргінських островів та Американських Віргінських островів.
Порт приписки авіакомпанії знаходиться в Міжнародному аеропорту Форт-Лодердейл/Голлівуд, головний транзитний вузол перевезень (хаб) діє в Міжнародному аеропорту імені Луїса Муньоса Марина у місті Сан-Хуан.

## Флот
Станом на серпень місяць 2006 року авіакомпанія експлуатувала повітряний флот з таких лайнерів :
- Embraer EMB 110P1 Bandeirante — 2 одиниці;
- Saab 340A — 3 одиниці;
- Cessna 402C — 15 одиниць.

## Маршрутна мережа
Авіакомпанія Air Sunshine виконує регулярні рейси в такі міста:
- Форт-Лодердейл
- Джорджтаун (Кайманові острови)
- Інагуа (Багамські острови)
- Марш-Харбор (Багамські острови)
- Затока Гуантанамо (острів Куба)
- Кінгстон (Ямайка)
- Нью-Байт
- Сент-Круа (Американські Віргінські Острови)
- Сент-Томас (Американські Віргінські Острови)
- Сан-Хуан (Пуерто-Рико)
- Sarasota/Брейдентон (Флорида)
- острів Сан-Сальвадор (Багамські острови)
- Тортола (Британські Віргінські острови)
- Верджін-Горда (Британські Віргінські острови)
- В'єкес (Пуерто-Рико)

## Інциденти та безпека польотів
За оцінкою фахівців авіакомпанія Air Sunshine в період з 1997 по 2004 роки мала рівень авіаційної безпеки трохи вище середнього значення в цілому в галузі авіаційних перевезень Сполучених Штатів.
- 13 липня 2003 року у літака, що виконував рейс з Форт-Лодердейл у Абак-Айленд (Багамські острови), відмовив двигун, в результаті чого лайнер впав у море в 10 кілометрах від аеропорту призначення.[2]
- 7 січня 2007 року екіпаж літака Cessna 402, що виконував рейс з Віргін-Горда в Сан-Хуан, повідомив про проблеми з гідравлічною системою шасі. Екіпажу вдалося посадити літак в пункті призначення без фатальних наслідків, під час посадки літака аеропорт був повністю закритий протягом 30 хвилин.